# 增压器

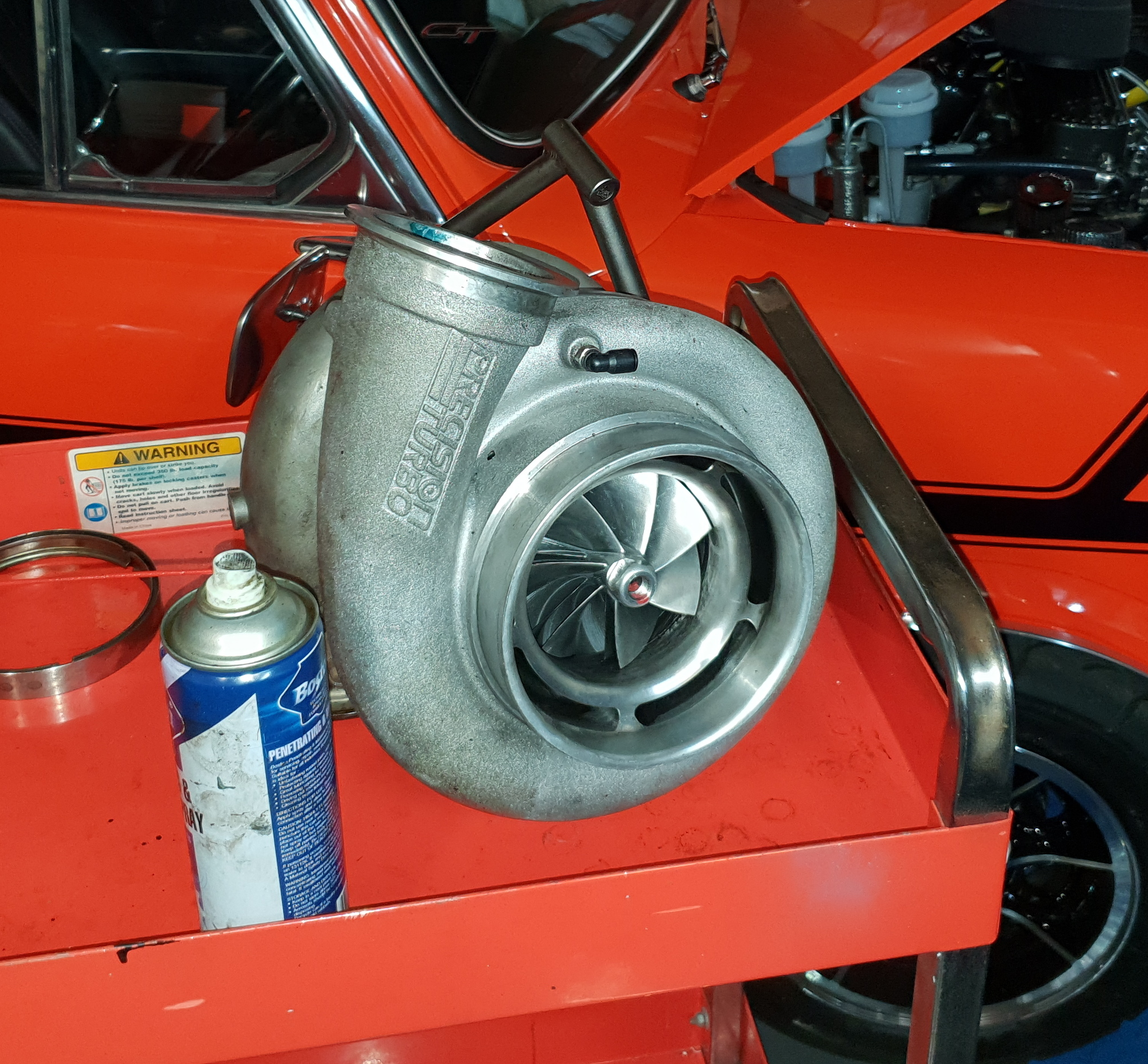

增壓器是一種用於往復式引擎（或稱活塞式引擎）的輔助裝置。引擎產生動力的條件是空氣中的氧與燃料的燃燒，由於一定大氣壓力下一單位的含氧量是固定的，同時一般的自然進氣引擎是依靠活塞運動產生的壓力差將空氣或空氣與燃油的混合氣吸進汽缸，壓力差有其上限，使得自然進氣引擎的動力被大氣壓力侷限，因此有了增壓器的使用，裝設增壓器提高引擎進氣的壓力以增加其中氧氣的含量，通常可以使同排氣量的引擎增加20%-50%甚至更高的輸出馬力；最新的增壓器技術，能降低油耗。

## 型式
- 渦輪增壓器（turbocharger）
  - 運作原理：將引擎排氣導引到渦輪，渦輪葉片由廢氣推動旋轉，帶動另一邊位於進氣段的壓縮葉片跟著旋轉，從而增加進氣壓力，達到增壓效果。
  - 優點：不耗用引擎輸出功率，效率較高。適用於高迴轉。
  - 缺點：因為利用引擎排氣，會有渦輪遲滯（turbo lag）的現象，從第二次世界大戰時期以來一直是發展上的一大瓶頸，目前有雙渦輪系統和可變幾何渦輪增壓器來改善，但仍不完全。且葉片直接接觸高溫的廢氣，使用的材料必須能夠在高轉速與高溫下持續工作，滾珠軸承因高轉速，也是在高溫下工作，若無良好的冷卻與潤滑系統，會嚴重縮短渦輪增壓器的壽命。

- 機械增壓器（supercharger）
  - 運作原理：利用傳動裝置，由引擎曲軸的動力帶動壓縮機葉片旋轉，增加進氣壓力，達到增壓效果。傳動裝置包括皮帶、齒輪變速箱或者是液態變速箱等。
  - 優點：不會有遲滯現象，動力輸出較容易控制。適用於低迴轉。
  - 缺點：會耗用引擎輸出功率，尤其是使用於高空飛行的飛機時，消耗掉的馬力比例相當高，效率較差。

- 電動增壓器（英语：Electric supercharger）（electric supercharger）
  - 運作原理：直接用電動馬達來帶動葉片旋轉、加壓空氣。
  - 優點：不會有遲滯現象，動力輸出很好控制。電能是可以儲存的能源，可以在輸出需求低時預先儲存所需能源，也可以用再生制動獲得；機械增壓器的能量就不能預先儲存。
  - 缺點：若電流量不是很大，增壓程度有限，因此自行加裝的電動渦輪增壓器幾乎沒效果；有效果電動增壓器則需要大量電能，這依賴特別加強的供電設計，而且由電力來傳輸能量，其損耗會比由皮帶來傳輸能量的機械增壓器高許多，不過電能是可以儲存的能量。

- 雙增壓器（twincharger）
  - 同時裝置兩種增壓器。以機械及渦輪增壓系統為例，低轉速時採用機械增壓，高轉速時關閉機械增壓、因為此時渦輪增壓已經可以提供足夠的增壓能力；車廠也在研發安裝電動增壓與渦輪增壓的雙渦輪系統，BMW甚至研發出三渦輪增壓。
  - 優點：若要藉由縮小引擎排氣量來減少油耗，雙增壓可以提供足夠的馬力及更佳扭力，尤其是最常出現低轉速時、會有更好的扭力表現。
  - 缺點：系統複雜，維修不易，因此在近期才量產。

- 混合動力增壓器（hybrid turbocharger）
  - 運作原理：渦輪增壓器上加裝一個同軸電動馬達兼發電機。低轉速時，由電動馬達轉動渦輪來增壓；高轉速時，即轉換為發電機，回收多餘能量、避免進氣壓力過大（傳統渦輪增壓器會使用旁通道來避免壓力過大）。
  - 優點：不會有遲滯現象，動力輸出很好控制；效率高，至少可以跟機械增壓打平；增壓裝置體積小就可以達到雙渦輪的好處，還可以用很小的代價來縮小引擎體積、減少油耗。
  - 缺點：需要容量較大的電池來儲存能量，尚未成熟。

## 外部連結
- Garrett